# Saururaceae
Saururaceae is een botanische naam voor een familie in de orde van de Piperales van bedektzadigen. Het gaat om een kleine familie van een half dozijn soorten, waarvan Houttuynia cordata de meest bekende zal zijn.
Een familie onder deze naam wordt algemeen erkend door systemen voor plantentaxonomie, en zo ook door het APG I-systeem (1998), het APG II-systeem (2003), het APG III-systeem (2009) en , het APG IV-systeem (2016).